# Babygirl
Babygirl es una película estadounidense de suspenso erótico escrita, dirigida y coproducida por Halina Reijn. Está protagonizada por Nicole Kidman, Harris Dickinson, Sophie Wilde, y Antonio Banderas.
La película se estrenó el 30 de agosto de 2024 en el 81.º Festival Internacional de Cine de Venecia, donde Kidman ganó la Copa Volpi a la mejor interpretación femenina. Fue nombrada una de las diez mejores películas de 2024 por la National Board of Review, donde Kidman también recibió el premio a Mejor Actriz. Su estreno en Norteamérica se produjo en el 49.º Festival Internacional de Cine de Toronto el 10 de septiembre de 2024, y su estreno en cines estadounidenses a través de A24 el 25 de diciembre de 2024.

## Sinopsis
Romy Mathis es una directora ejecutiva de alto rango de una empresa de tecnología en la ciudad de Nueva York que no está satisfecha con su vida sexual con su esposo, el director de teatro Jacob. Uno de sus nuevos pasantes, Samuel, le propone mentoria durante una reunión privada; ella se opone, pero luego cede y lo besa. Inicialmente ambivalente sobre el incidente, los dos se encuentran en una habitación de hotel. Romy expresa su preocupación de que pueda estar aprovechándose de Samuel debido a su diferencia de poder, pero Samuel le explica que él es de hecho el que tiene el poder, ya que podría hacer que la despidan "con una llamada telefónica". Los dos continúan encontrándose en múltiples encuentros en los que Romy actuaría con frecuencia como la pareja sumisa, incluido el juego de roles como el perro mascota de Samuel.
Samuel sigue desafiando los límites al aparecer inesperadamente en su casa bajo la falsa excusa de que le está devolviendo su computadora portátil. Sintiéndose irrespetada, Romy arremete contra Samuel, diciéndole que su familia lo es todo para ella y que nunca más se presente en su casa. Los dos discuten pero continúan su aventura, pero poco después Romy se enoja con Samuel cuando aparece sin previo aviso en su casa nuevamente, esta vez acompañando a Esme, que trabaja para Romy, a la fiesta de cumpleaños de la hija de Romy. Esme le informa a Romy que sabe sobre su aventura y le dice lo que debe suceder para evitar que Esme revele lo que sabe. Incapaz de manejar el estrés, Romy le dice a su esposo Jacob que no está satisfecha con su vida sexual y que nunca ha tenido un orgasmo con él. Más tarde, le confiesa su aventura a Jacob, quien le dice que se vaya de la casa.
Jacob entra en su casa de campo y encuentra a Romy y Samuel allí. Se enfrenta a Samuel en una pelea a puñetazos, pero Samuel acude en ayuda de Jacob después de que éste sufra un ataque de pánico. Samuel se va, y Romy y Jacob deciden trabajar en su matrimonio y su vida sexual. Recrean un acto sexual que ocurrió en la aventura de Romy, lo que lleva al primer orgasmo de Romy con Jacob. Samuel acepta un nuevo trabajo en Japón.
En el trabajo, el subordinado de Romy le pregunta si ella tuvo algo que ver con la partida de Samuel y la invita a su casa la semana siguiente, cuando tendrá el lugar para él solo, para hablar del tema. Romy, disgustada, afirma con firmeza que no le tiene miedo y le dice que salga de su oficina. 

## Reparto
- Nicole Kidman como Romy, una directora ejecutiva.[5]
- Harris Dickinson como Samuel, el pasante de Romy.
- Antonio Banderas como Jacob Mathis, el marido de Romy.
- Sophie Wilde como Esme, la asistente de Romy.
- Esther McGregor como Isabel Mathis, la hija adolescente de Romy y Jacob.
- Vaughan Reilly como Nora Mathis, la hija menor de Romy y Jacob.
- Gaite Jansen como Hedda Scarlett
- Izabel Mar como Anna
- Victor Slezak como Mr. Missel
- Anoop Desai como Robert
- Bartley Booz como Tom
- Maxwell Whittington-Cooper como Josh
- Leslie Silva como Hazel
- Dolly Wells como la terapeuta

## Producción

### Desarrollo
En noviembre de 2023 se anunció que David Hinojosa de 2AM produciría el proyecto junto con Halina Reijn de Man Up Films, y A24 financiaría el proyecto. Julia Oh, Zach Nutman y Christine D'Souza Gelb de 2AM fueron los productores ejecutivos.  Además de su papel de productora, Halina Reijn dirigirá la película a partir de un guion que ella misma escribió.   El proyecto marcó el segundo largometraje en inglés de Reijn, ambos producidos por A24.  

### Fundición
En noviembre de 2023, se anunció que Nicole Kidman, Harris Dickinson, Antonio Banderas, Sophie Wilde y Jean Reno se unirían al elenco.   Otros miembros del reparto incluyeron a John Cenatiempo, Vaughan Reilly, Victor Slezak, Anoop Desai y Maxwell Whittington-Cooper. 

### Rodaje
La fotografía principal comenzó en diciembre de 2023, en la ciudad de Nueva York . 

## Estreno
Babygirl se estrenó en el 81.º Festival Internacional de Cine de Venecia el 30 de agosto de 2024. Posteriormente, también se estrenó en el 49.º Festival Internacional de Cine de Toronto el 10 de septiembre de 2024. La película estaba inicialmente prevista para estrenarse en Estados Unidos y Canadá el 20 de diciembre de 2024, pero la fecha se trasladó posteriormente al 25 de diciembre de 2024, para su debut en cines.

## Recepción

### Taquillas
En Estados Unidos y Canadá, Babygirl se estrenó junto con Nosferatu, A Complete Unknown y The Fire Inside.  La película recaudó $1,5 millones en su primer día.

### Respuesta crítica
En el sitio web de agregación de reseñas Rotten Tomatoes, el 77% de las 138 reseñas de los críticos son positivas, con una calificación promedio de 7.1/10. El consenso del sitio web dice: "Nicole Kidman y Harris Dickinson arden juntos de manera memorable en Babygirl, con la mirada clínica de la escritora y directora Halina Reijn manteniendo este thriller sexualmente franco más provocativo que lascivo". Metacritic, que utiliza un promedio ponderado, le asignó a la película una puntuación de 81 sobre 100, basada en 45 críticos, lo que indica "aclamación universal".  Las audiencias encuestadas por CinemaScore le dieron a la película una calificación promedio de "B-" en una escala de A+ a F, mientras que los encuestados por PostTrak le dieron una puntuación positiva del 67%, y el 38% dijo que definitivamente la recomendaría. 
Michelle Goldberg de The New York Times observó que "en la cúspide de nuestra terrible nueva era, se sintió, a pesar de toda su oscuridad y perversidad, como un artefacto de un momento más optimista, cuando la igualdad parecía lo suficientemente cercana como para que la brecha del orgasmo entre hombres y mujeres, algo de lo que la directora de la película, Halina Reijn, habla a menudo en entrevistas, pudiera ser un tema de seria preocupación". Damon Wise de Deadline Hollywood elogió la actuación de Kidman como "[ella] realmente llega hasta el final, imbuyendo a Romy con una vulnerabilidad psicológica que falta en la película a la que suena más obviamente y presentando una inversión única de la película a la que obviamente parece". También mencionó la actuación de Dickinson como "una pieza inspirada de casting, manifestándose como un monstruo del ello con su tonto corte de pelo de cuchillo y tenedor y ropa que parece haberse puesto con una pala".  Nicholas Barber de la BBC elogió la dirección cruda y de estilo independiente de Reijn en Babygirl, destacando cómo evita el brillo neo-noir habitual de Hollywood, eligiendo en cambio exponer la verdad cruda y sin pulir detrás de momentos como la llegada de la pasante al retiro de la familia o el descubrimiento del amorío por parte del compañero de trabajo. Barber también elogió a Kidman por ofrecer una actuación audaz y cautivadora, describiéndola como una de sus más atrevidas e impactantes en años.
David Rooney, de The Hollywood Reporter, calificó la película de "sexy, oscura e impredecible" y elogió la actuación del reparto. Mencionó que Dickinson tenía "una presencia magnética en la pantalla", que Kidman estaba "en una forma espectacular, oscilando entre la indignación, el miedo y el consentimiento vorazmente lujurioso", y que Wilde aportó "notas astutas de humor". Richard Lawson, de Vanity Fair, elogió la película en general diciendo que "Reijn crea la sensación de que estamos viendo a los sujetos de prueba a través de un espejo de dos caras. Esto no hace necesariamente que los procedimientos sean menos interesantes. Pero tal vez uno anhele un poco más de pasión en una película que está tan dispuesta a abordar cuestiones íntimas".
En una reseña más crítica, Xan Brooks de The Guardian afirmó que "a pesar de toda su carnalidad excitada y sus luchas de poder, las emociones de la película parecen maquinadas y envasadas al vacío. Babygirl sale de la pista luciendo casi tan ordenada y anónima como una caja del almacén de entregas del norte del estado de Tensile". Sin embargo, elogió la "actuación brillante y audaz" de Kidman, ya que "tiene una nota alta de angustia, como si no estuviera completamente convencida de todo lo que se ha comprometido".Por el contrario, Owen Gleiberman de Variety elogió la película en general como "una película astutamente honesta y entretenida sobre un asunto sadomasoquista flagrantemente 'incorrecto'" y calificó la actuación de Kidman de "intrépida".  Más tarde admitió que Kidman tuvo la mejor actuación de una actriz en 2024.
Robbie Collin deThe Telegraph elogió la película, señalando que "es lo suficientemente aguda y lo suficientemente caliente". Destacó la actuación de Nicole Kidman como "ferozmente buena, convincente por completo como esta arribista anteriormente sensata cuyos apetitos profundamente enterrados y negados durante mucho tiempo están demostrando simultáneamente su creación y su caída". Alison Willmore de Vulture describió la película como "una historia de amor propio", enfatizando que parte de su mensaje es sobre la importancia de permitirse ser vulnerable y "permitirse ser pequeño por un tiempo".Glenn Kenny de RogerEbert.com elogió la actuación de Kidman, pero la película en sí no lo convenció: "Kidman se ha ganado elogios por una actuación desinhibida y atrevida, pero ¿cuándo ha rehuido alguna vez las actuaciones desinhibidas y atrevidas? Me encanta verlas siempre, pero me encanta verlas aún más en buenas películas". Kevin Maher de The Times mencionó que "...como las mejores experiencias BDSM (dicen), es un poco artificial pero muy satisfactoria".
Radhika Seth de Vogue reconoció que la película no es para todos, dividiendo a los críticos e incluso a los asistentes al estreno. Sin embargo, elogió a Antonio Banderas, Nicole Kidman, Halina Reijn y Cristóbal Tapia de Veer por sus destacadas contribuciones a la película. Ben Croll de TheWrap dijo que a pesar de los indicios de temas y narrativas más profundas, la película se destaca por su sorprendente ausencia de cinismo. Martin Tsai de Collider señaló que si bien la película provoca algunas risas, ya sea intencionalmente o no, en última instancia se siente más degradante para Nicole Kidman que Dogville. Señaló que Catherine Breillat ya había abordado temas similares con más habilidad en Last Summer, y criticó a Reijn por carecer de los matices necesarios para elevar la película a algo más significativo.
Stephanie Zacharek de Time dijo que esta fue una de las mejores actuaciones de Kidman en una larga carrera de más de 40 años, mientras que Carla Meyer de Los Angeles Times consideró que la actuación de Kidman era digna de un Oscar. Coincidiendo con eso, Peter Travers de ABC News mencionó que "la osadía de Kidman es ahora materia de leyenda".Nick Schager de The Daily Beast mencionó que la película presentó una actuación destacada de Kidman como una mujer en una búsqueda audaz de autodescubrimiento y realización, y entregó una sacudida cinematográfica audaz y entretenida. Richard Roeper de Chicago Sun-Times elogió la actuación de Banderas ya que sirvió como una presencia constante, con un momento destacado más adelante en la historia que muestra su formidable destreza actoral.

### Reconocimientos
| Premio                                     | Categoría                            | Receptor                                | Resultado | Ref.          |
| ------------------------------------------ | ------------------------------------ | --------------------------------------- | --------- | ------------- |
| Venice International Film Festival         | León de Oro                          | Halina Reijn                            | Nominada  | [ 41 ] [ 42 ] |
| Venice International Film Festival         | Copa Volpi a Mejor Actriz            | Nicole Kidman                           | Ganadora  | [ 41 ] [ 42 ] |
| Gotham Awards                              | Mejor Película                       | Halina Reijn, David Hinojosa y Julia Oh | Nominadas | [ 43 ] [ 44 ] |
| Gotham Awards                              | Outstanding Lead Performance         | Nicole Kidman                           | Nominada  | [ 43 ] [ 44 ] |
| National Board of Review Awards            | Mejor Actriz                         | Nicole Kidman                           | Ganadora  | [ 45 ] [ 46 ] |
| National Board of Review Awards            | Top Ten Films                        | Babygirl                                | Ganador   | [ 45 ] [ 46 ] |
| Michigan Movie Critics Guild               | Mejor Actriz                         | Nicole Kidman                           | Nominada  | [ 47 ]        |
| Phoenix Critics Circle                     | Mejor Actriz                         | Nicole Kidman                           | Nominada  | [ 48 ]        |
| New York Film Critics Online               | Mejor Actriz                         | Nicole Kidman                           | Nominada  | [ 49 ]        |
| Dallas–Fort Worth Film Critics Association | Mejor Actriz                         | Nicole Kidman                           | Nominada  | [ 50 ]        |
| Florida Film Critics Circle                | Mejor Actriz                         | Nicole Kidman                           | Nominada  | [ 51 ]        |
| Palm Springs International Film Festival   | Premio a estrella internacional      | Nicole Kidman                           | Ganadora  | [ 52 ]        |
| Palm Springs International Film Festival   | Directores por Ver                   | Halina Reijn                            | Ganadora  | [ 53 ]        |
| Golden Globe Awards                        | Mejor Actriz en una Película – Drama | Nicole Kidman                           | Nominada  | [ 54 ]        |
| AARP Movies for Grownups Awards            | Mejor Actriz                         | Nicole Kidman                           | Nominada  | [ 55 ]        |
| Satellite Awards                           | Mejor Actriz – Drama                 | Nicole Kidman                           | Nominada  | [ 56 ]        |
| London Film Critics' Circle                | Actriz del año                       | Nicole Kidman                           | Nominada  | [ 57 ]        |
| AACTA International Awards                 | Mejor Actriz                         | Nicole Kidman                           | Nominada  | [ 58 ]        |
| Santa Barbara International Film Festival  | Premio Virtuoso                      | Harris Dickinson                        | Ganador   | [ 59 ]        |